# غويلرمو ميركادو روميرو
غويلرمو ميركادو روميرو (بالإسبانية: Guillermo Mercado Romero)‏ هو سياسي مكسيكي، ولد في 10 فبراير 1994 في المكسيك. حزبياً، نشط في الحزب الثوري المؤسساتي.